# Lucie Výborná
Lucie Výborná (* 30. června 1969 Hradec Králové) je česká rozhlasová a televizní moderátorka a novinářka, autorka knihy Fit maminka. Od roku 2008 působí v Českém rozhlasu, kde mimo jiné uvádí pořad Host Lucie Výborné.

## Život a profese

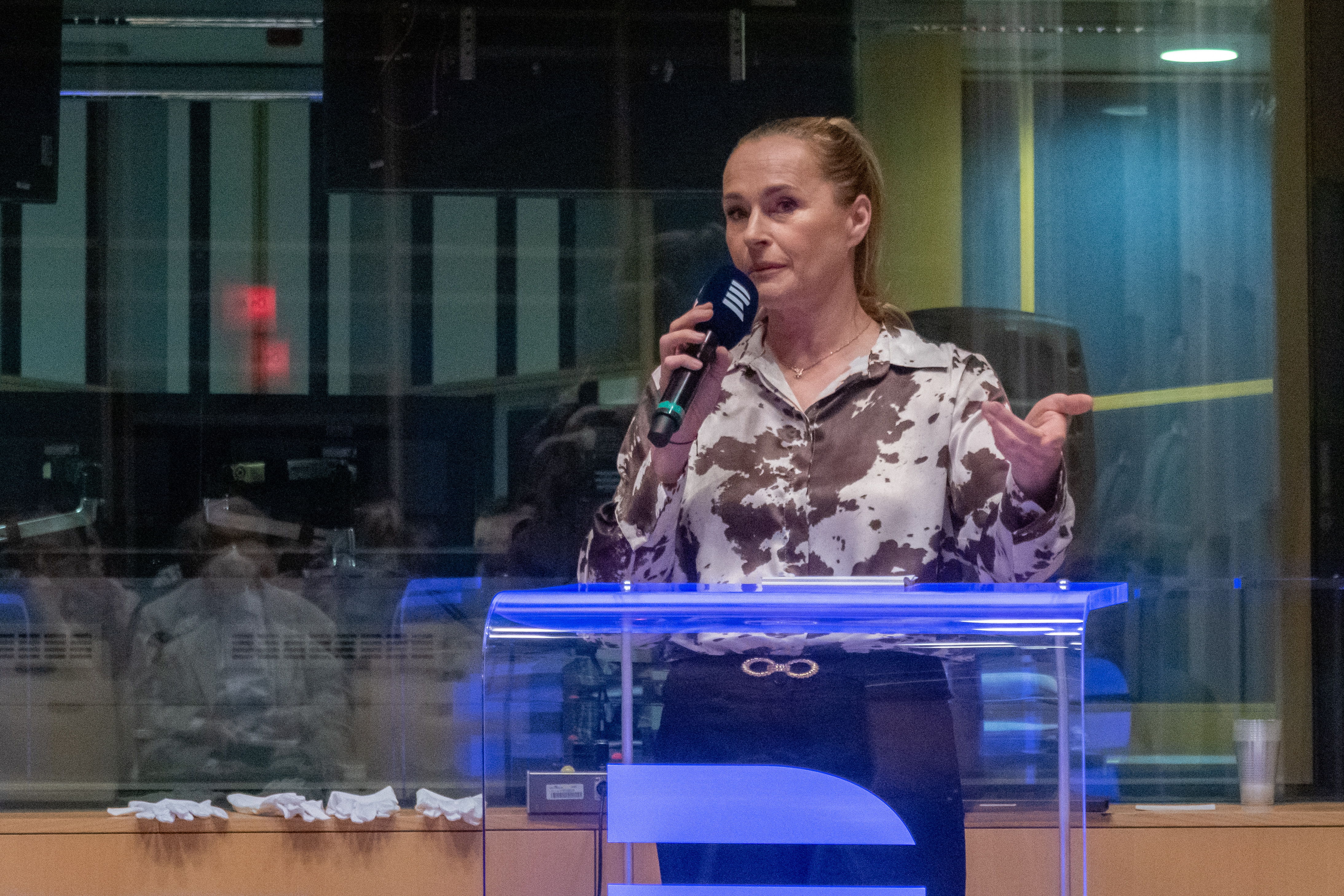
Lucie Výborná ve Studiu S2 v budově Českého rozhlasu (2025)

Ještě jako studentka Fakulty sociálních věd UK pracovala v zahraniční redakci televizních novin v ČT. Od roku 1992 moderovala na
ČT1 hudební pořad Bago. V roce 1994 přešla do začínající TV Nova. Tam moderovala pořady Hejbni kostrou, Tutovka, Vánoční kometa, Rozhovory s V.I.P. osobnostmi a především Snídani s Novou.
Zároveň od počátku 90. let moderuje na českých rozhlasových médiích – vyzkoušela rádio Bonton, City, až se od roku 1994 usadila v rádiu Frekvence 1. Dlouho moderovala pořad Kavárna u Lucie, od roku 1998 talkshow Kočkovaná a od roku 1999 také nedělní podvečerní talkshow Osobnosti na Frekvenci 1. Objevila se i v divadle Jiřího Grossmana v talkshow Meloucháři s Martinou Kociánovou. Z Frekvence 1 odešla v dubnu 2006.
Od roku 2000 znovu působila v České televizi s pořady Když se řekne profese a Český dobrodruh. Řadu let moderovala Koncerty Lidí dobré vůle z Velehradu. V roce 2001 se také stala šéfredaktorkou týdeníku Story. V roce 2006 nastoupila do televize Prima jako moderátorka pořadu Extra, který se vysílal do února 2007.
Od počátku roku 2008 se stala moderátorkou dopoledního vysílání Českého rozhlasu 1 Radiožurnálu, kde uvádí dopolední blok mezi 9–12 hodinou, každý den také s hostem po deváté hodině (do konce roku 2016 po desáté hodině). K roku 2011 moderovala na ČT1 kvíz Autoškola národa a každoročně také vodní špektákl Svatojanské Navalis.
Je nadšenou skialpinistkou a horolezkyní. V roce 2019 strávila 3 týdny na Antarktidě, na lyžích sjížděla tamní nejvyšší horu Mount Vinson. 
Jejím manželem je Jaroslav Poříz, ekonom a bývalý vicemistr světa v sumó. Mají spolu dceru Vanessu.